# Onthophagus mutatus
Onthophagus mutatus là một loài bọ cánh cứng trong họ Bọ hung (Scarabaeidae).